# Heerespersonalamt (Österreich)
Das Heerespersonalamt (HPA) ist eine dem Bundesministerium für Landesverteidigung (BMLV) unmittelbar nachgeordnete Dienststelle und nicht Teil der Heeresorganisation (Bundesheer).
Es verfügt über Dienststellen in Wien (Leitung), Graz, Linz, Wels, Klagenfurt und Innsbruck.
Das HPA ging im Frühjahr 2002 aus dem Heeresgebührenamt (HGA) hervor als dessen Kompetenzen und Aufgaben erweitert wurden. Der langjährige Leiter des HGA (1989–2002) Hofrat Thomas Mais war seitdem auch Leiter des Heerespersonalamtes. Ihm folgte 2013 Brigitte Habermayer-Binder. Von 2014 bis 2022 leitete Hofrat Stefan Chavanne MBA das Amt.
Seit 1. März.2022 ist Hofrat Mag. Christoph Proksch MBA der Leiter des Heerespersonalamtes.
Das HPA hat den gesetzlichen Auftrag, Personen, die für eine besondere militärische Dienstleistung nach Wehrgesetz §40 Abs. 1 in Betracht kommen, nach Maßgabe militärischer Interessen über diese Dienstleistungen zu informieren. Das Heerespersonalamt ist für die Personalgewinnung und -auswahl, einschließlich der Wehrdienstberatung und Rekrutierung zuständig.
Zu den Aufgaben zählen weiters die umfassende Qualifizierung und Digitalisierung der Aufgaben in Angelegenheiten des Wehrrechtesvollzuges, die psychologische Eignungstestung und Diagnostik und die Besoldung im Rahmen der durch den Gesetzgeber bzw. der vom BMLV erteilten Aufträge.

## Personalgewinnung
Das Heerespersonalamt hat den gesetzlichen Auftrag (WG 2001) Personen, die für eine besondere militärische Dienstleistung wie den Ausbildungsdienst oder Miliztätigkeiten von Frauen in Betracht kommen, nach Maßgabe militärischer Interessen über diese Dienstleistungen zu informieren. Das Heerespersonalamt ist darüber hinaus für die Personalgewinnung und -auswahl, einschließlich der Wehrdienstberatung und Rekrutierung zuständig. Dies umfasst die Personalaufbringung für Offiziere, Unteroffiziere, Kaderpräsenzeinheiten, Militärpiloten und Ärzte, aber auch die Anwerbung von Lehrlingen und Verwaltungspraktikanten.
Es werden verschiedene Maßnahmen zur Personalgewinnung durchgeführt, darunter die Teilnahme an Messen, Karriere-Events wie der Girls‘ Day beim Bundesheer, die Organisation von Lehrlingssporttagen und Bewerbungstrainings sowie das Lehrlingsmentoring.
Neben der Rekrutierung von Soldatinnen und Soldaten für Zeit- oder Berufslaufbahnen ist die Abteilung Personalgewinnung auch für die Personalaufbringung für Auslandseinsätze im Rahmen von KIOP-FORMEIN oder die Auslandseinsatzbereitschaft im Rahmen von KIOP-KPE zuständig.
Das Heerespersonalamt betreibt auch den ^"Checkpoint MaHü", ein zentrales Rekrutierungsbüro auf der Wiener Mariahilfer Straße, im Bereich der Stiftskaserne.
2023 wurde der Ausbildungsdienst für Mannschafts- und Chargenfunktionen, („freiwilliger Grundwehrdienst für Frauen“) eingeführt. Damit wurde eine Orientierungsphase und die Möglichkeit, sich den Soldatenberuf anzuschauen vergleichbar mit dem Grundwehrdienst für Männer geschaffen. Dadurch konnte die Zahl an Soldatinnen qualifiziert gehoben werden, gesellschaftliche Normalität hielt auch in diesem Bereich Einzug.
Im Zuge des Ermittlungsverfahrens vor der Einberufung bzw. Aufnahme erfolgt in den Prüfzentren des Heerespersonalamtes in Wels und Wien im Rahmen der durch den Gesetzgeber bzw. der vom BMLV erteilten Aufträge die umfassende medizinische, psychologische und sportliche Eignungsfeststellung.

## Behördliche Verfahren
Das Heerespersonalamt ist für unterschiedliche behördliche Verwaltungsverfahren im Zusammenhang mit Leistungsansprüchen von Wehrpflichtigen, Frauen im Ausbildungsdienst oder Miliztätigkeiten und Zivildienern nach dem Heeresgebührengesetz 2001 (HGG 2001) zuständig. Dies umfasst beispielsweise die Zuerkennung von Familienunterhalt, Partnerunterhalt und/oder Wohnkostenbeihilfe für Soldaten und Soldatinnen, die den Grundwehrdienst, den Wehrdienst als Zeitsoldat oder den Ausbildungsdienst bzw. den Zivildienst leisten.
Darüber hinaus werden Entschädigungen für entstandenen Einkommensentgang für Soldaten, die Milizübungen, freiwillige Waffenübungen, Funktionsdienste, außerordentliche Übungen und Einsatzpräsenzdienst leisten, bescheidmäßig abgesprochen und ausgezahlt.
Für Angehörige von Personen, die einen Präsenz- oder Ausbildungsdienst leisten, stellt das Heerespersonalamt für die Dauer dieses Dienstes die Krankenversicherung sicher. Für die Soldaten selbst übernimmt das Heerespersonalamt deren Besoldung sowie die Abrechnung der Heilkosten und der Krankenfürsorge.
Dem Heerespersonalamt obliegt auch die Hereinbringung von Übergenüssen, Erstattungsbeträgen sowie Disziplinarstrafen bis zu deren Betreibung im Wege der Zwangsvollstreckung.
Das Kompetenzzentrum Führerscheine und Ausweise im Heerespersonalamt ist Führerscheinbehörde nach dem Führerscheingesetz (FSG) (§ 22 FSG) und für die Erteilung, Erweiterung, Einschränkung und Entziehung von Heereslenkberechtigungen zuständig. Zusätzlich werden dort weitere Berechtigungsausweise wie z. B. Führerscheine für Wasserfahrzeuge einschließlich deren Lehrberechtigungen, Sprengberechtigungen, Sonderausweise und Ausweise für militärische Spezialfunktionen ausgestellt.
Ein besonderes Augenmerk bei der hoheitlichen Vollziehung liegt auf der Digitalisierung der Behördenverfahren. Dafür wurde das Bürgerportal bundesheeronline geschaffen, das eine digitale Antragstellung und den unmittelbaren elektronischen Parteienverkehr mit der Behörde einschließlich der elektronischen Zustellung ermöglicht.

## Zentrale Dienste
Neben den Kernaufgaben der Abteilung Zentrale Dienste sind hier die Bereiche
- Gesamte Wehrrechtsbesoldung einschließlich Budgetmanagement
- Ärztlicher Dienst
- Krankenfürsorge / Heilkosten für Soldatinnen und Soldaten

angesiedelt.